# 谷中霊園
谷中霊園（やなかれいえん）は、東京都台東区谷中七丁目にある都立霊園。旧称の谷中墓地（やなかぼち）と呼ばれることも多い。面積は102,537m2であり。
約7,000基の墓がある。鳩山一郎・鳩山秀夫・横山大観・渋沢栄一・渋沢敬三・穂積陳重・穂積重遠・阪谷芳郎・阪谷希一などが埋葬されている。JR日暮里駅から徒歩6分。
なお、東京都公園協会の管理区域外であるが、谷中霊園に取り囲まれる形で寛永寺の寛永寺谷中第一霊園や寛永寺谷中第二霊園、天王寺の天王寺墓地、了俒寺の了俒寺墓地等が存在する（案内図）。このほか「徳川慶喜公墓所」が寛永寺谷中第二霊園に隣接する形で存在する。

## 歴史
明治維新後、明治政府は神仏分離政策を進めたことで、神式による葬儀も増えた。しかし、墓地の多くは寺院の所有であったため埋葬場所の確保が難しく、公共の墓地を整備する必要に迫られていた。1874年（明治7年）9月1日、明治政府は天王寺の寺域の一部を没収し、東京府管轄の公共墓地として谷中墓地を開設した。1935年（昭和10年）に谷中霊園と改称された。
谷中墓地で法要ができない不便さを解消するため、伯爵島津忠寛が発起人となって、1893年（明治26年）に浄土宗の寺院である功徳林寺が建立された。墓地に隣接した土地に寺院が建立された。

## 地理
かつては、感応寺（現・天王寺）の寺域の一部であり、中央園路は感応寺の参道であった。江戸期には、この感応寺で富くじが行われ、「江戸の三富」として大いに客を呼んだ。この客を当て込んで茶屋が参道入り口に立ち並び、現在でもその名残から墓地関係者は中央園路にある花屋のことを「お茶屋」と呼んでいる。
谷中霊園の付近には寺院が多く、谷中霊園に取り囲まれる形で寛永寺の「寛永寺谷中第一霊園」や「寛永寺谷中第二霊園」、徳川慶喜公墓所、天王寺の「天王寺墓地」、了俒寺の「了俒寺墓地」等の墓所、さらに谷中天王寺の五重塔跡などが存在しており土地が入り組んでいる。
中央園路の半ばには五重塔跡がある。この五重塔は幸田露伴の小説『五重塔』のモデルとなったもので、1908年（明治41年）に天王寺より寄贈されたものであった。この五重塔は1957年（昭和32年）に谷中五重塔放火心中事件で焼失するが、東京都によって史跡に指定された。五重塔跡は児童公園（天王寺公園）内にあり、公園に付随する形で駐在所がある。
谷中霊園は桜の名所としても親しまれている。中央園路は通称「さくら通り」ともよばれ園路を覆う桜の枝に花が咲くと、まるで桜のトンネルのようになる。しかし、石原都政が始まった2000年代以降から現在まで、同都政以前からあった「公園型霊園」計画案として再整備するため、再貸付スペースや公園型スペースの確保を目的として、使用料の払われていない箇所の無縁仏への改葬と共に、大木など木々の伐採も進められている。

## 埋葬されている著名人

### あ行
- 青山胤通（医学博士）
- 朝倉文夫（彫刻家）[3]
- 浅田宗伯（漢方医）
- 浅利鶴雄（元俳優三田英児）
- 阿部正邦（備後国福山藩初代藩主）、正福（備後国福山藩第2代藩主）、正右（同藩第3代藩主）、正倫（同藩第4代藩主）、正精（同藩第5代藩主）、正寧（同藩第6代藩主）、正弘（同藩第7代藩主）、正教（同藩第8代藩主）、正桓（同藩第10代藩主）
- 天津乙女（宝塚歌劇団団員）
- 有坂成章（軍人、男爵）
- 池田蕉園（日本画家）
- 井関盛艮（宇和島藩士）
- 六代目市川団蔵（歌舞伎役者）、七代目団蔵（歌舞伎役者）、八代目団蔵（歌舞伎役者）[3]
- 一条美賀子（公家）
- 一色須賀（徳川慶喜の側室）
- 伊藤圭介 （日本初の理学博士）
- 稲垣浩（映画監督）
- 稲垣千頴（国学者、作詞家。「蛍の光」）
- 井上正鉄（国学者、神道家）
- 色川武大（小説家）
- 岩村通俊（政治家）
- 今村清之助（実業家）
- 今村繁三（銀行家）
- 上田良貞（西南戦争警視抜刀隊指揮長、警察官、薩摩藩士）
- 円地文子（小説家）
- 大原重徳（公家）
- 岡崎惟素（茶道織部流12代・三菱商会副支配人）
- 小平浪平（実業家）
- 小野梓（法学者、政治活動家）

### か行
- 影万里江（女優）
- 柏戸剛（第47代横綱）

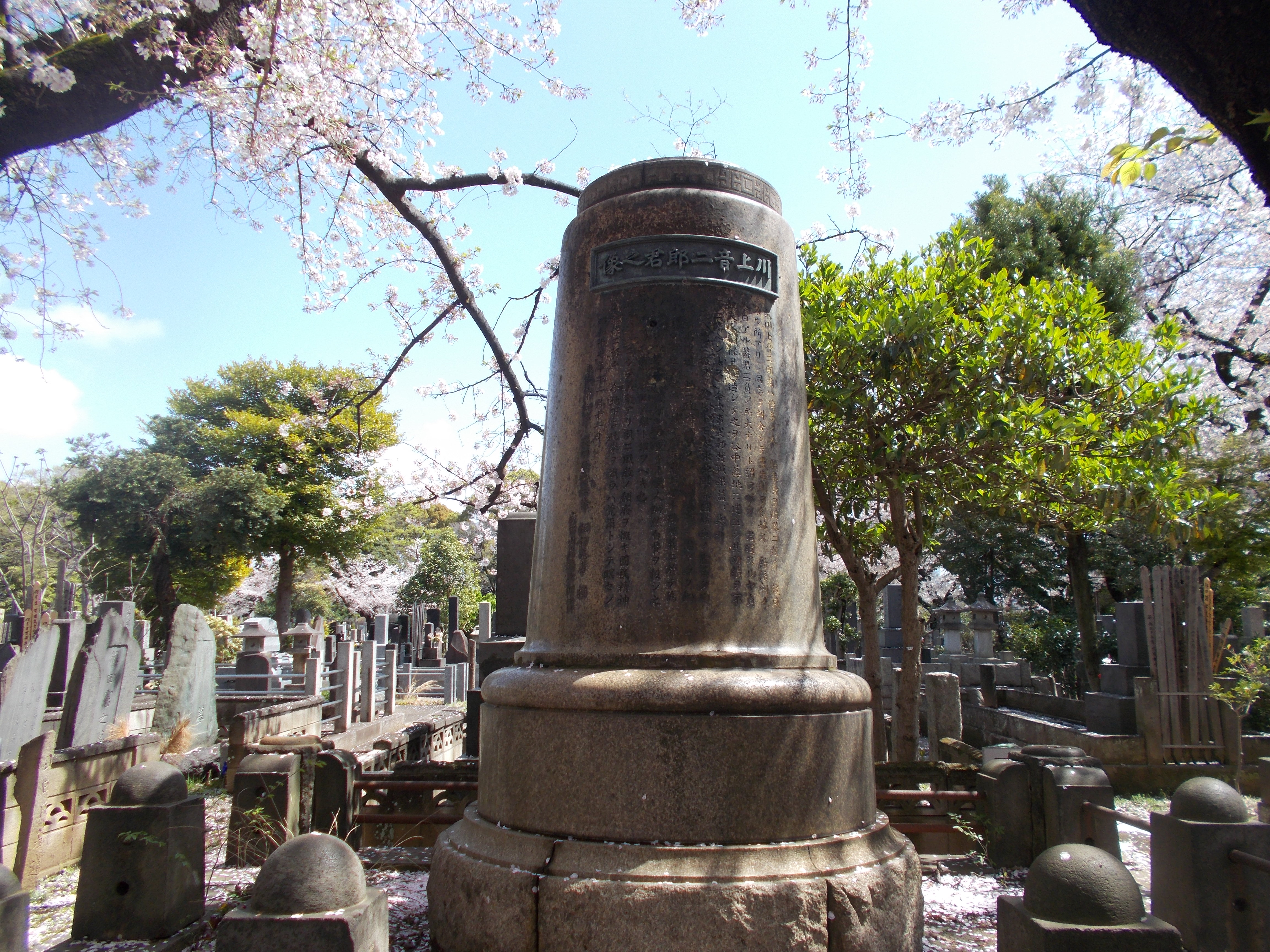
川上音二郎の碑

- 勝精（実業家、徳川慶喜の息子、勝海舟の養子）
- 鏑木清方（日本画家）
- 川上音二郎（新派俳優。「オッペケペー節」）
- 菊池大麓（数学者、政治家）、菊池正士（物理学者）
- 菊池容斎（日本画家）
- 岸本辰雄（明治大学創設者）
- 吉川重吉（貴族院議員）
- 吉川重国（宮内庁・宮内省官僚、華族）
- 木村正辞（国学者）
- 日下義雄（政治家）
- 楠本正隆（政治家、男爵）
- 雲井龍雄（幕末志士）
- 来島恒喜（活動家）
- 河内桃子（女優）
- 小林愛雄（詩人、作詞家、翻訳家、訳詩：「恋はやさし野辺の花よ」、「ベアトリ姉ちゃん」など。）
- 駒井重格（官僚、経済学者、専修学校（現・専修大学）創立者の一人）
- 近藤利兵衛（実業家）

### さ行
- 酒井忠邦（播磨姫路藩第10代藩主）
- 酒井了恒（庄内藩士、戊辰戦争の名将）
- 阪谷芳郎（子爵、大蔵大臣、渋沢栄一の娘婿）
- 阪谷希一（子爵、貴族院議員、渋沢栄一の外孫）
- 佐佐木信綱（歌人）
- 初代（三代）三遊亭圓遊（落語家。「ステテコの圓遊」）
- 重宗雄三（政治家）
- 獅子文六（小説家、劇作家）
- 重野安繹（歴史家）
- 渋沢栄一（幕臣、実業家。「日本資本主義の父」）
- 渋沢篤二（実業家）
- 渋沢敬三（日本銀行総裁、大蔵大臣、実業家）
- 渋沢信雄（実業家、商人）
- 渋沢智雄（実業家）
- 島崎赤太郎（作曲家）
- 清水徳川家歴代当主（御三卿）
- 白根多助（第2代埼玉県令、埼玉県知事）
- 杉山寧（日本画家）
- 鈴木喜三郎（司法官僚、政治家）
- セルギイ (日本府主教) - ニコライの後任の日本正教会指導者。
- 相馬大作／下斗米秀之進将眞（「相馬大作事件」首謀者）

### た行

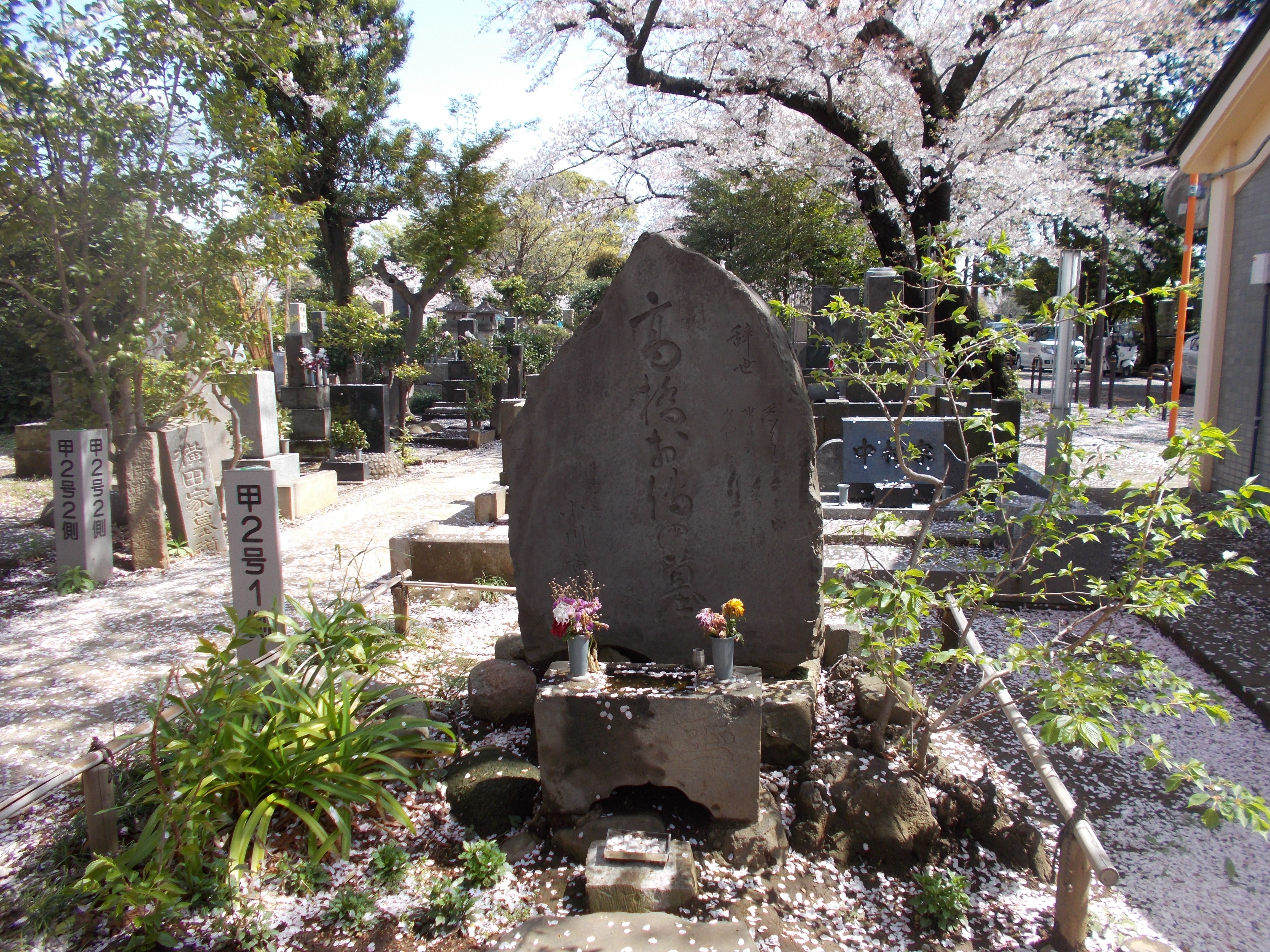
高橋お伝の墓

- 大工原銀太郎（農芸化学者、九州帝大総長、同志社総長）
- 高橋お伝（「毒婦」と言われた殺人犯）※墓碑のみで埋葬はされていない
- 高松凌雲（医師）
- 伊達宗城（伊予宇和島藩第8代藩主）
- 田中芳男（博物学者）
- 玉乃世履（裁判官）
- 田安徳川家歴代当主（御三卿）[3]
- 津田真道（法学者）
- 常ノ花寛市（第31代横綱）
- 徳川茂徳（一橋徳川家10代当主）、達道（同家11代当主）
- 徳川慶喜（徳川幕府第15代将軍）
- 戸田忠至（下野高徳藩初代藩主）
- 栃木山守也（第27代横綱）
- 藤雲嶺（小林蔵助、幕末浪人、牛浜出水図作者）

### な行
- 三代目中村仲蔵（歌舞伎役者）
- 名寄岩静男（大関）
- ニコライ（宣教師、日本正教会創建者）
- 蜷川式胤（古美術研究家）

### は行

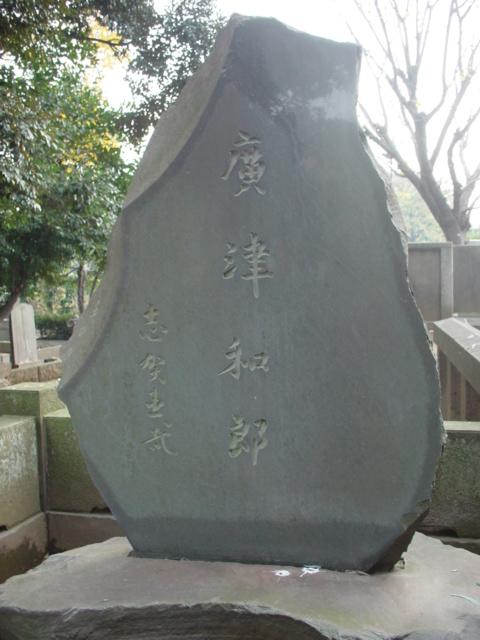
広津和郎墓碑

- 萩原三圭（明治天皇の内親王の典医。日本初のドイツ留学医学生）
- 長谷川一夫（俳優）
- 鳩山和夫（政治家）、一郎（第52、53、54代内閣総理大臣）、威一郎（政治家）
- 初世花柳寿輔（日本舞踊家、花柳流創始者）
- 馬場辰猪（自由民権活動家）
- 馬場弧蝶（英文学者、随筆家）
- 原田一道（兵学者、陸軍少将）
- 常陸山谷右エ門（第19代横綱）
- 一橋徳川家歴代当主（御三卿）
- 広津和郎（小説家）
- 平尾昌晃（作曲家、作詞家、歌手）
- 藤田茂吉（新聞記者･政治家)
- 藤岡市助（工学者、実業家）
- 藤間宗家（日本舞踊藤間流）
- 穂積陳重（男爵、法学者、渋沢栄一の娘婿、穂積八束の兄）
- 穂積重遠（法学者、男爵、渋沢栄一の初孫、穂積陳重の長男）
- 堀直格（信濃須坂藩第11代藩主）、直明（同藩第14代藩主）
- 本多忠寛（伊勢神戸藩第6代藩主）、忠貫（同藩第7代藩主）
- 本寿院（12代将軍家慶の側室、13代将軍家定の生母）
- 細谷資氏（海軍少将）
- 細谷資彦（海軍少将）
- 細谷資芳（海軍少将）

### ま行

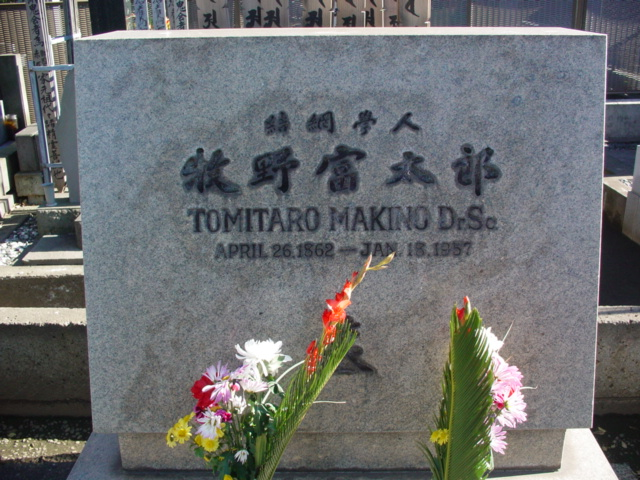
牧野富太郎墓碑（天王寺墓地）

- 牧野富太郎（植物学者。「日本の植物学の父」）[3]
- 牧野康済（信濃小諸藩第10代藩主）
- 松平定法（伊予今治藩第10代藩主）
- 松平親貴（豊後杵築藩第10代藩主）
- 松平斉民（美作国津山藩第8代藩主）
- 松平乗政（常陸小張藩藩主、信濃小諸藩初代藩主）
- 真辺正精（土佐藩・迅衝隊第六番隊長）
- 三木武吉（政治家）
- 水野年方（浮世絵師）
- 箕作秋坪（蘭学者）、箕作佳吉（動物学者）、箕作元八（西洋史学者）、箕作秋吉（作曲家）
- 宮城浩蔵（明治大学創立者）
- 宮城道雄（作曲家、箏曲家）
- 村垣範正（淡路守）
- 村田経芳 （軍人）
- 本居豊穎（とよかい）（本居宣長の曾孫、長世の祖父。東宮侍講）
- 本居長世（作曲家。「七つの子」「赤い靴」）
- 森繁久彌（俳優）

### や行
- 山田宗徧（茶道宗徧流宗家）
- 山口鋠（八甲田山雪中行軍遭難事件の陸軍少佐）
- 横山大観（日本画家）

### ら行
- 六角紫水（漆工芸家）

### わ行
- 初代若柳壽童（日本舞踊若柳流創始者）、2代目壽童（若柳流3世宗家）
- 渡部温（英語翻訳家・沼津兵学校教授） 渡部朔（農学者・実業家、温の子） 渡部康三（音楽家・実業家、温の子）

## 画像

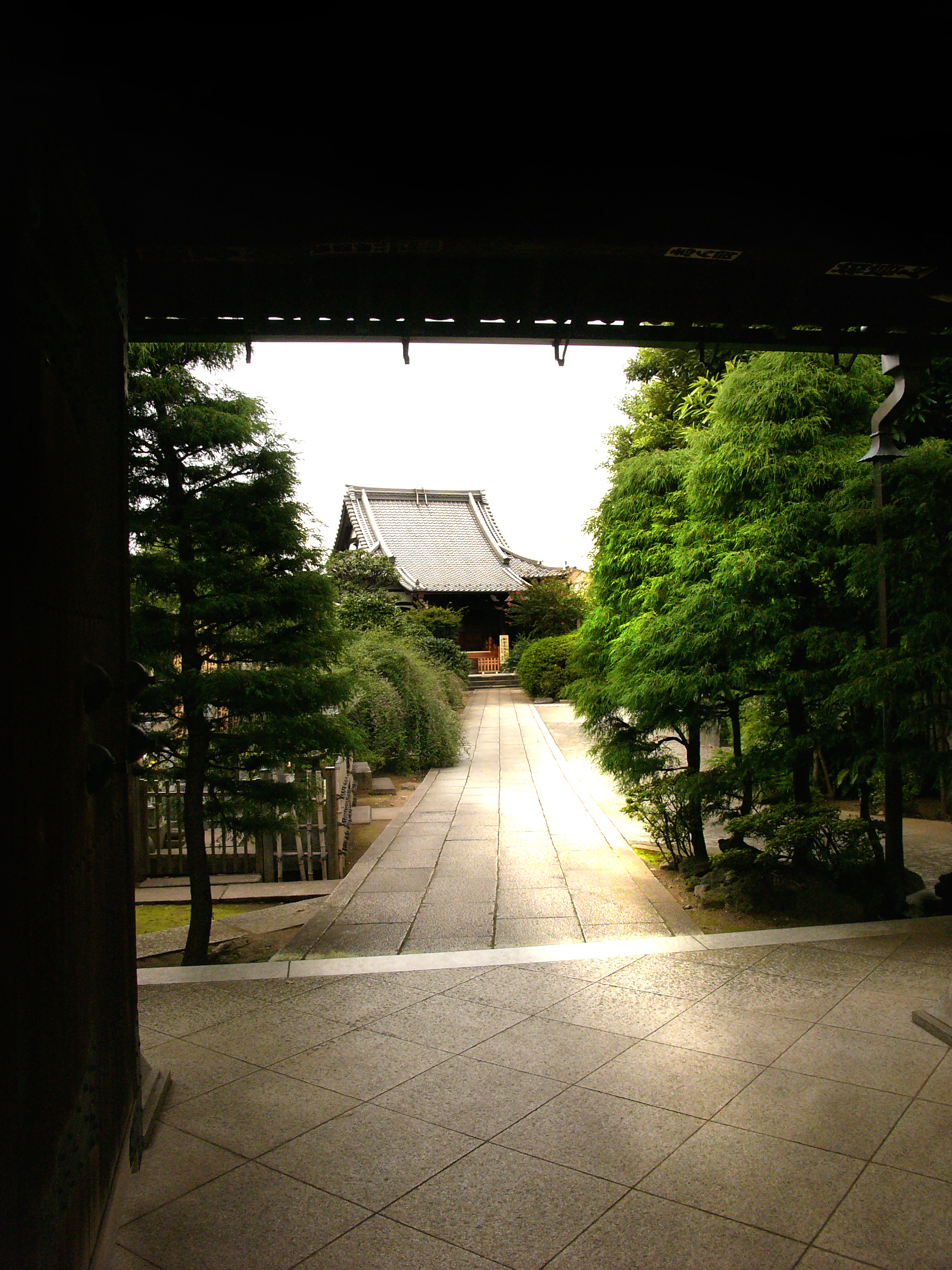
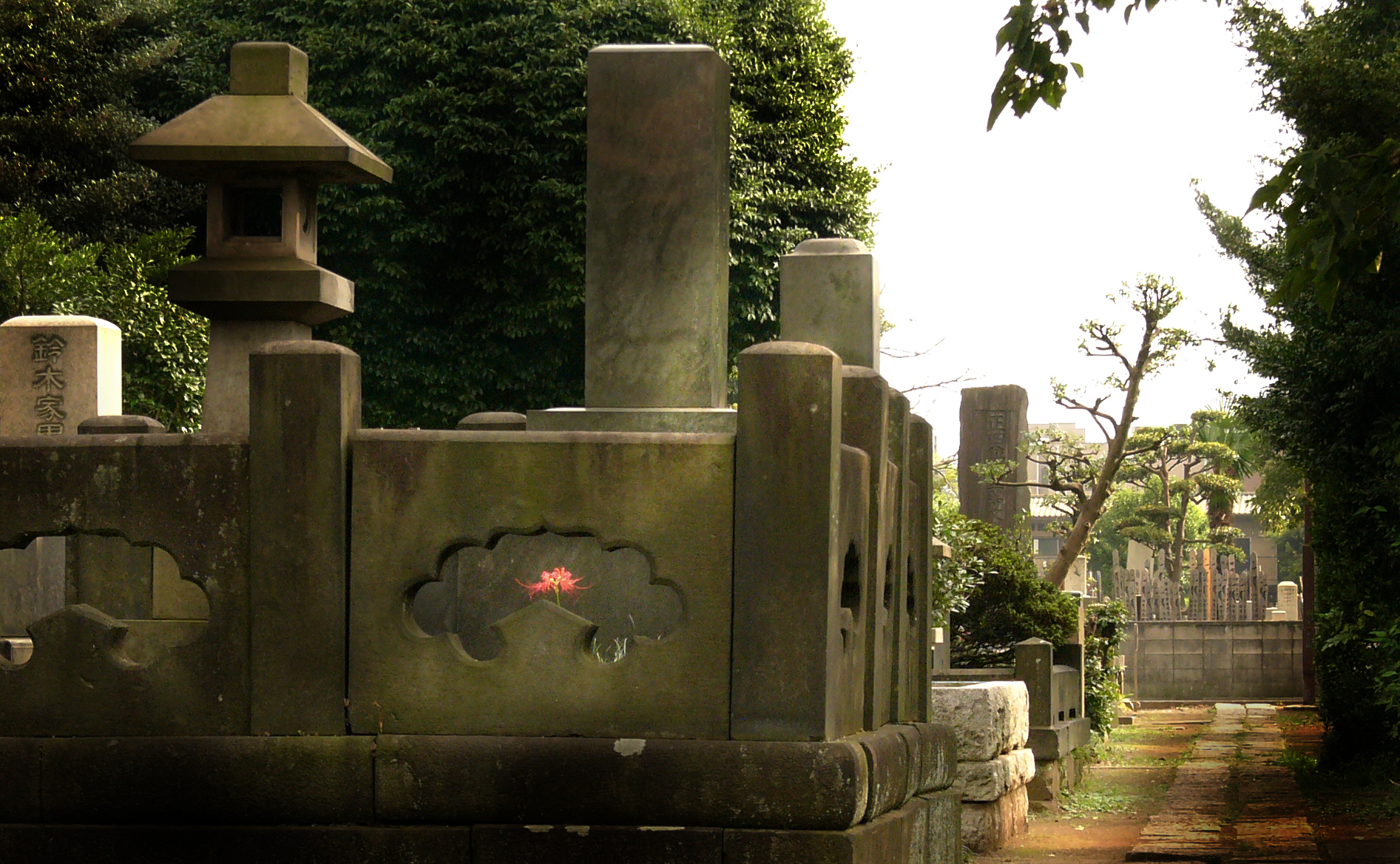
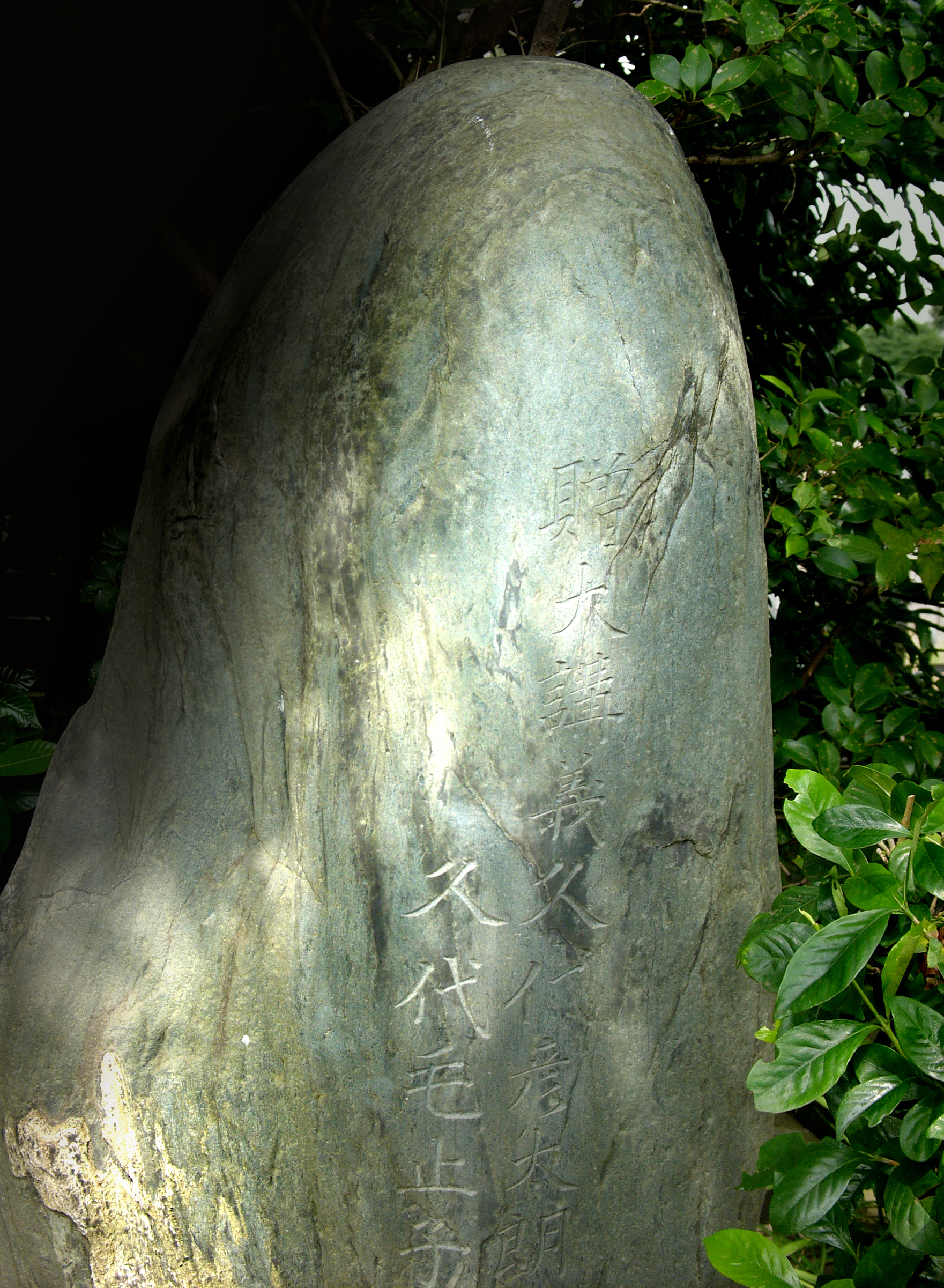
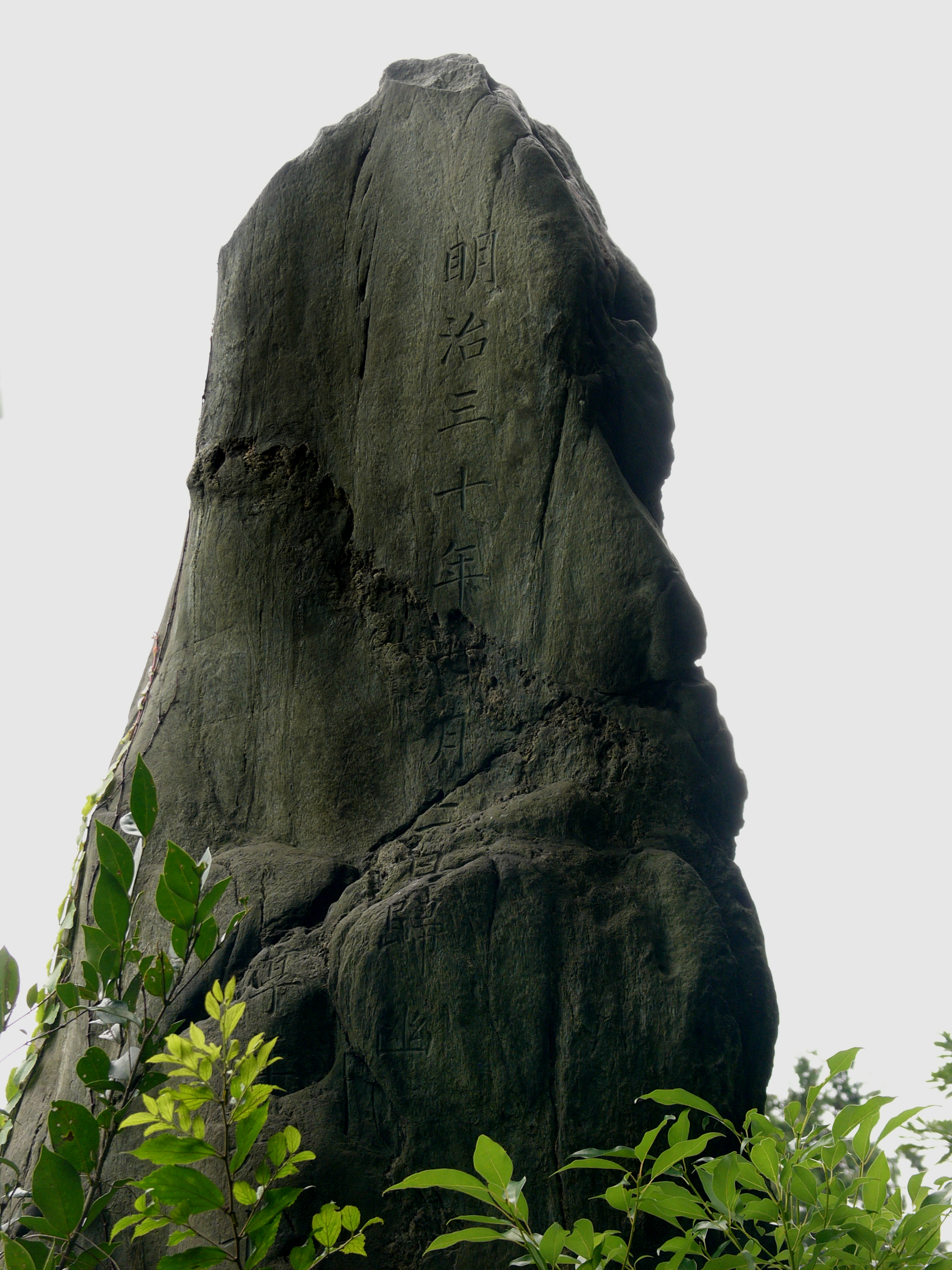
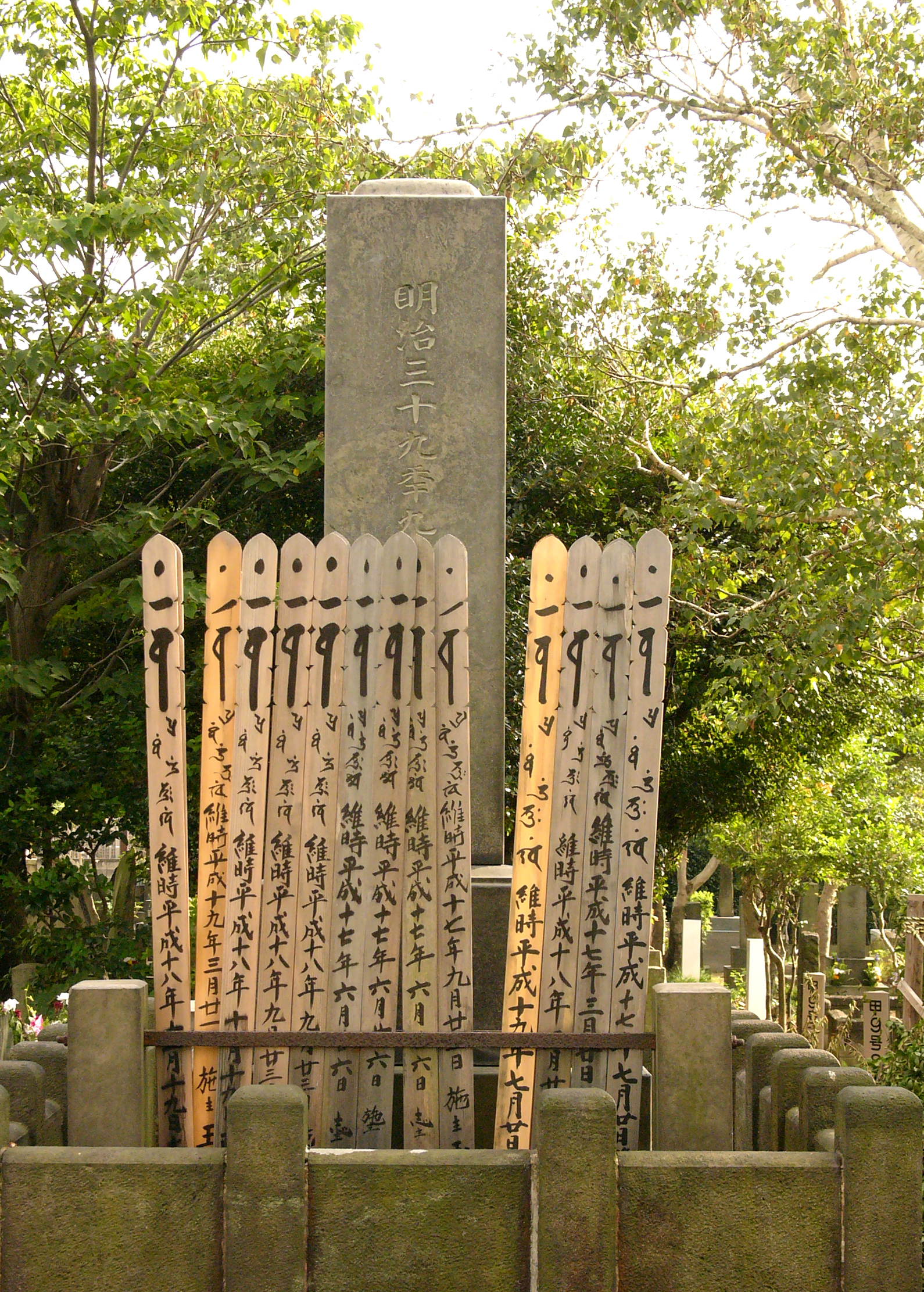